# سیمافیلم
سیمافیلم یک بنگاه دولتی فیلم‌سازی ایرانی است که در سال ۱۳۷۳ تأسیس شده است. سیمافیلم به سازمان صدا و سیمای جمهوری اسلامی ایران وابسته است. شهرک سینمایی ایران و استودیو گلستان تحت مدیریت سیمافیلم هستند.
از سال ۱۴۰۲، با تغییرات رخ‌داده در ساختار معاونت سیما و حذف گروه فیلم و سریال از ساختار شبکه‌های یک تا پنج (تهران)، این مرکز به‌عنوان متولی اصلی تولید و پخش سریال از شبکه‌های تلویزیون شناخته می‌شود.

## پیشینه
مرکز سیمافیلم در ۱۳۷۳ ش با عنوان شرکت سیمافیلم و در قالب مؤسسه‌ای غیرانتفاعی در محل تله‌فیلم سابق (۱۳۵۴ ش) و استودیو گلستان (۱۳۵۴ ش) تأسیس شد. اساسی‌ترین وظیفهٔ این مجموعه در آن زمان تولید محصولات تصویری با درجهٔ کیفی «الف ویژه»، «الف» و «ب» در قالب فیلمهای سینمایی، داستانی، مستند و دیگر ساختارها بود که محور توجه آنها تأکید بر ارزشهای فرهنگ و تمدن اسلامی و ایرانی به‌شمار می‌آمد.
سیما فیلم از بدو تأسیس تا سال ۱۳۸۱ بیش از ۳۰۰ عنوان برنامه در طبقات مختلف تولید کرد که از آن میان می‌توان به آثاری چون «لیلی با من است»، «تنهاترین سردار»، «ولایت عشق» و… اشاره کرد. این مؤسسه از تیرماه ۱۳۸۱ با توجه به قانون یکپارچه‌سازی شرکت‌ها و مؤسسات کوچک‌تر تحت عنوان «سیمافیلم» در زیرمجموعه معاونت سیمای سازمان صداوسیما قرار گرفت که این امر تاکنون به‌قوت خود باقی مانده است.

## مأموریت‌ها
1. دریافت ایده‌ها، طرح‌ها و متون نمایشی از شبکه‌ها برای بررسی و تصویب.
2. بازنویسی روند تولید آثار نمایشی از ایده تا پخش.
3. تعیین مدیران گروه‌های فیلم و سریال با هماهنگی مدیران شبکه‌ها.
4. تشکیل شوراهای طرح و برنامه برای بررسی و تصویب متون نمایشی.
5. تشکیل شورای برآورد، بودجه و ارزیابی فنی و تولید، برای آثار نمایشی.
6. نظارت مستمر بر تولید آثار نمایشی از مرحله تصویب تا پایان تولید با هدف انطباق آثار تولیدی با اهداف و سیاست‌های رسانه ملی.[۱]

## مدیران
- محمدنبی خسروی (؟ -۱۳۸۴)
- حسن اسلامی‌مهر (۱۳۸۴–۱۳۹۲)
- محمدرضا معصوم‌زادگان (۱۳۹۲–۱۳۹۳)
- محمودرضا تخشید (۱۳۹۳–۱۳۹۶)
- حسین کرمی (۱۳۹۶–۱۳۹۸)
- سیدجواد رمضان‌نژاد (۱۳۹۸–۱۴۰۱)
- مهدی نقویان (۱۴۰۱-)
- میلاد یحیی نژاد (۱۴۰۱~۱۴۰۴)